# Deuce (sångare)
Aron Erlichman, född 2 mars 1983, mer känd under sitt artistnamn Deuce, tidigare känd som "Tha Producer", är en amerikansk musikproducent, singer-songwriter och rappare. Han fick sitt genombrott som producent, singer-songwriter och en av de grundande medlemmarna av rap-rockbandet Hollywood Undead, men har sedan dess gått vidare som soloartist, genom skivbolaget 'Five Seven Music', ett skivmärke från Eleven Seven Music. Han är även involverad i en rörelse tillsammans med rapparen The Truth (Vardan Aslanyan), vid namn "Nine Lives" (ofta stiliserat '9LIVES' och 'IX LIVES'). Deuce släppte sitt soloalbum, Nine Lives den 24 april 2012, det sålde 11425 exemplar under första veckan. Deuce har även samarbetat med band såsom Brokencyde och Blood on the Dance Floor inför deras kommande album.

## Historia

### Musikalisk början (2001–2005)
Deuce började 2001 skapa rock-baserad musik under sitt födelsenamn Aron Erlichman. År 2005 släppte han fyra låtar, "Franny", "Surface Air", "Breaking Through" och "Sometimes" på Broadjam, en delningssida på Internet för åsikter och recensioner, och fick en del uppmärksamhet. Senare var han med och grundade Hollywood Undead tillsammans med Jorel Decker, Matthew Alexis Bursek och Jeff Phillips, där han sjöng och producerade, tills han slutade i bandet i början av 2010. Tidigt i februari 2012 dök tre nya låtar upp, "Far Away", "Fallen Stone" och "Dreams", som han spelade in före Hollywood Undead-tiden.

### Hollywood Undead och avgång (2005–2010)
Deuce var med och startade bandet Hollywood Undead som sångare och producent tillsammans med nära vännen Jorel Decker (J-Dog). Bandet började sin musikkarriär i och med skapandet av rap-rocklåten "The Kids" som promotades kraftigt av Jeffree Star. Deuce spelade in låtar med bandet under pseudonymen "Tha Producer" på grund av sin roll som producent, men ändrade denna pseudonym till "Deuce" kort därefter. Vid Deuces avgång hade bandet fått framgång i och med Swan Songs som nådde plats 22 på Billboard 200 under sin första vecka. Ett par EP släpptes även, Swan Songs B-Sides EP och Swan Songs Rarities EP under 2009 och 2010. År 2009 släppte Hollywood Undead sitt första livealbum, Desperate Measures, som nådde plats 29 på Billboards 200.
Sent 2009 avskedade bandet Deuce för att han påstods ha orsakat problem. Hollywood Undead-medlemmen Charlie Scene (Jordon Terrel) hävdade i en intervju med World Famous Rock att Deuce inte dök upp på deras turné efter att bandet vägrat att fortsätta betala över 800 dollar i månaden för att ta med sig sin okända 'personliga assistent', som de tydligen ska ha betalat i nästan fyra månader. Bandet förklarade även att det var besvärligt att ha med Deuce i gruppen. I en intervju med Bryan Stars sa Da Kurlzz (Matthew St. Claire) att "det var så illa, att jag inte tror att det hade blivit en till skiva om han fortfarande var med oss". Vi gjorde vårt yttersta för att behaga Deuce". Deuce svarade senare på detta i sin egen intervju med Bryan Stars och sade att den personliga assistenten Charlie Scene talade om var Jimmy Yuma. Yuma sade att det var Deuce som personligen betalade honom för att sätta upp utrustning åt honom, och att bandet inte behövde betala någonting förrän han började sätta upp deras utrustning på turnéer också. Deuce nämnde även i samma intervju att han inte dök upp på turnén i fråga för att han tidigare mottagit ett samtal från managern som hävdade att bandet hade "splittrats" och blev tillsagd att inte åka på turnén.

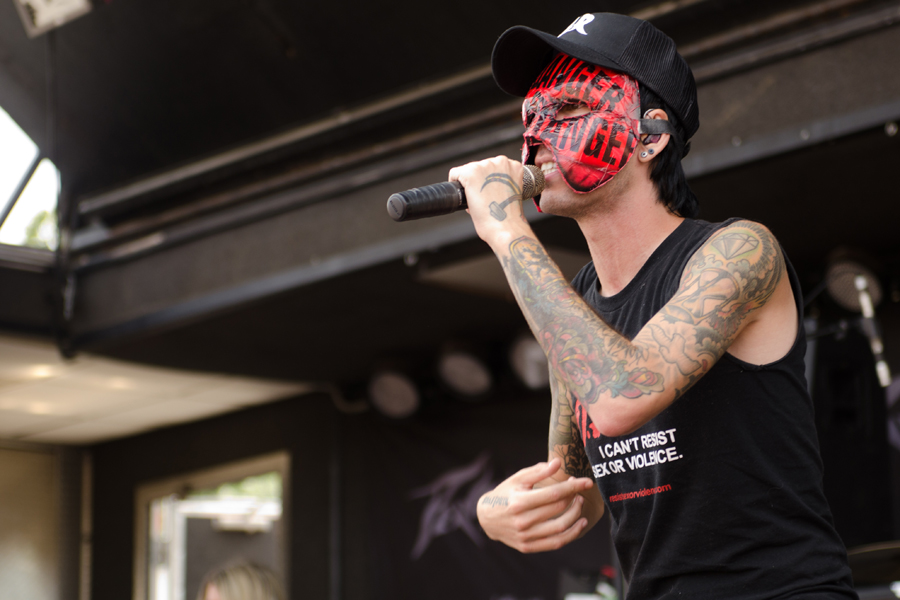
Deuce på Uproar Festival 2012

Under en intervju med JackedUp Radio, sa Deuce att en av dispyterna han hade med Hollywood Undead var att han hade ett personligt Twitter-konto. Deuce hävdade att när han började få kontakt med fans på Twitter blev han tillsagd att "om du fortsätter att tweeta, kommer du inte tillåtas att åka på turné.
När han tillsammans med Hollywood Undead skrev skivkontrakt med A&M/Octone 2008, säger Deuce att han även blev signad som soloartist. Han skulle släppa sin första 4-spårs EP, The Two Thousand Eight EP, som innehöll låtarna "The One", "Gravestone", "Hollyhood Vacation" (med Truth) och "Deuce Dot Com", som alla fyra år senare skulle remastras och släppas på hans debutalbum, de två sistnämnda som bonusspår. EP:n släpptes via iTunes men hade inte mycket framgång. Kort därefter blev Deuce utkastad ur bandet och EP:n försvann från iTunes. Deuce anklagade skivbolaget för att ha brutit mot det ursprungliga kontraktet och stämde senare bolaget. Deuce upptäckte en lucka som avslöjade att han tilläts att producera remixer/mixtape-liknande låtar genom att använda andra artisters bakgrundsmusik, så länge han inte gjorde någon vinst på det.

### The Call Me Big Deuce EPoch Epicenter Music Festival 2010
I september 2010 gjorde Deuce sitt första officiella uppträdande som soloartist på Kaliforniens Epicenter Music Festival, där han var förband åt Eminem, Blink-182, Kiss, Bush och Rise Against bland andra. Deuce släppte flera låtar 2008–2011.
The Call Me Big Deuce EP är den första samlade utgåvan av material från Deuce som soloartist. Mixtapen består av 14 tidigare släppta låtar sammanställda som en enkel-att-hitta nedladdning på hans nyligen skapade webbplats, eftersom många låtar släppts vid olika tidpunkter på olika fildelningssidor mellan 2005 och 2011. Mixtapen är felaktigt benämnd som en "EP", trots att den överstigen standard-gränsen på 5-7 låtar för att kvalificera sig som en EP, med dubbla mängden. Mixtapen släpptes för att promota hans första album och innehåller hans verser till bakgrundsmusik av 50 Cent, Eminem, Tupac och Jay-Z. Mixtapen innehöll inte de tidigare släppta låtarna "Freaky Now" och "Now You See My Life", som senare skulle släppas på hans debutalbum ett år senare och Now You See My Life blev remixad för att ersätta Deuces andra vers med en vers av rapparen Skee-Lo.
Deuce bildade ett självbetitlat band för att hjälpa till med liveuppträdanden och instrumental-produktion. Bandet består av Jimmy Yuma (tidigare känd för att ha hjälpt till att skriva och producera Hollywood Undead-låten "This Love, This Hate", hans syster Arina Chloe, hans vän och trummis Tye Gaddis och rapparna Bryan "b.LaY" Lay och Truth.

### Nine Livesoch The Fight to Unite Tour
Deuce blev klar med materialet till sitt debutalbum sent 2011. Albumet var planerat att släppas den 27 mars 2012 genom Five Seven Music, men blev framskjutet till 24 april. Albumomslaget till Nine Lives släpptes den 10 februari av Loudwire som även berättade att Deuce skulle följa med Blood on the Dance Floor, Brokencyde, The Bunny The Bear, William Control, New Years Day, Polkadot Cadaver och Haley Rose på "The Fight To Unite Tour". Den första singeln, "Let's Get It Crackin'", släpptes den 28 november 2011 tillsammans med en musikvideo och innehåller en vers av Jeffree Star. Albumets andra singel, "America", skulle egentligen släppas den 17 januari 2012 men släpptes en vecka tidigare, den 10 januari, på grund av att hela musikvideon läckte ut i december 2011. Deuce sa om albumet, "Det här albumet har det typiska Deuce-soundet och är liknande det jag skapade på Swan Songs men helt obegränsat och barnförbjudet. Jag tog med saker jag inte fick ha med på Swan Songs och tog det till en ny nivå inför Nine Lives. Om du gillade det jag gjorde innan, kommer du älska det här...". Albumets tredje och sista singel innan skivsläppet var betitlad "Help Me". Låten gör narr av musikbranschen som helhet och i synnerhet James Diener från A&M/Octone. Låten läckte den 17 mars och släpptes officiellt den 4 april. Musikvideon var planerad att premiärvisas av Hot Topic vid ett ospecificerad tillfälle, men läckte av Vevo till Xbox på grund av ett missförstånd om när släppet faktiskt var planerat. Hot Topic visade ändå både den censurerade och den ocensurerade versionen, som tidigare planerats.
I en intervju med Gibsom.com, berättade Deuce om inspirationen till sin singel "America". "Jag genomgick bara en konstig period och jag var väldigt nere. Då sa jag, "Jag bryr mig inte hur dåligt mitt liv är, jag ska bara acceptera det och använda det till min fördel". När han jämförde Nine Lives med Swan Songs, sa Deuce att "det är inte som senast då det var så många människor, nu är det bara Deuce. Tidigare var det personer som inte var producenter eller låtskrivare som försökte ändra på saker, och nu är det bara Deuce och jag får göra precis vad jag vill."
Nine Lives sålde 11 425 enheter under sin första vecka, vilket gjorde att albumet nådde plats 37 på Billboard 200.
En remix-EP, betitlad Deuce REMIXXXED, släpptes gratis den 5 maj 2012, innehållandes remixer av både "America" and "Let's Get It Crackin'". Den 3 juli släpptes en singel, i samband med USA:s självständighetsdag, med namnet "America(n) Pride Single", vilken innehöll "America", två remixer samt musikvideon på iTunes. Den 17 juli 2012 släppte Deuce en remix av "I Came to Party" med tillägget "Rock version" via sitt Twitterkonto. Remixen har, som namnet antyder, en tyngre, rockigare känsla än originalet, och innehåller även en ny vers i början av låten. Rapparen The Truths sång är borttagen i den här versionen, men han nämns fortfarande i låten. Musikvideon till remixen släpptes den 30 augusti 2012 via hans Vevo-konto på Youtube.
Deuce deltog i 2012 års Uproar Festival tillsammans med akter såsom Godsmack, Shinedown, Staind, Papa Roach, med mera. År 2013 tilldelades Deuce priset "New Artist Of The Year" av musikwebbplatsen Loudwire.

## Fanskara och Nine Lives-'rörelse'
En vanlig missuppfattning är att "Nine Lives" är namnet på Deuces band. Deuce själv beskriver "Nine Lives" som ett "gäng" musiker och vänner som träffas för att skapa, dela och njuta av musik. Rörelsen har sedan dess expanderat från Los Angeles och har fått ett stort antal online-anhängare (främst genom de sociala nätverkssiterna Twitter och Facebook), såväl som ett Ning-community. Många människor runt om i världen hävdar att de representerar och stödjer Nine Lives, och kallar ofta sig själva för "S9LDIERS". Truth är VD för Nine Lives-rörelsen och driver företaget från ett kontor på Vine Street, mellan Hollywood och Franklin Avenue. Truth har gett termen en liknande beskrivning som Deuce, och tillägger att "Nine Lives" även är ett klädmärke, i samarbete med American Apparel samt ett oberoende skivbolag/"rapgrupp". En t-shirt med en stor Nine Lives-logo på framsidan bars i början av rapparen YG:s musikvideo till "Toot It & Boot It (Remix)" feat. 50 Cent, Snoop Dogg & TY$.
Deuce släppte sitt debutalbum med samma namn den 24 april 2012.

## Rättsliga frågor och kontroverser

### A&M/Octone
Deuce lämnade in en stämningsansökan mot A&M/Octone och hävdade att skivbolaget begått avtalsbrott. Ansökan hävdade att bolaget vägrade att släppa hans solomusik, eftersom vulgariteten och gäng-referenserna i texterna inte gjorde musiken kommersiell nog. Stämningsansökan avgjordes privat i domstol, där de synliga förändringarna var att Deuce nu kan släppa musik under en ny etikett, samt behålla sitt artistnamn och maskdesign. Deuce kommenterade den rättsliga situationen, och hur det påverkade honom när han skrev sitt debutalbum, "Det gjorde mig bara tuffare och starkare. Att behöva skriva, spela in och göra ett helt album under en period när din musik tas ner kan vara svårt och en massa människor kan förlora tron eller hoppet. Men jag har mina kunskaper, för att jag har skrivit så mycket med mitt gamla band, så att det påverkade mig inte allt för mycket."

### Dispyt med tidigare bandmedlemmar
I juni 2012 rapporterade TMZ att Hollywood Undead-medlemmarna Jorel "J-Dog" Decker och Dylan "Funny Man" Alvarez ska ha misshandlat Deuce efter att han hade gjort ett framträdande på nattklubben Angels & Kings i Los Angeles, och sade att "när de såg honom, hoppade de på honom och gick loss -- slog, sparkade och stampade på honom." Rapporten hävdar att de två anklagade åtföljdes av vänner, och att en av dem ska ha spelat in överfallet. TMZ fortsatte med att säga att en vän ingrep för att försvara Deuce under överfallet, och även han skadades. Deuce har svarat på överfallet i form av en stämning och har anlitat den prestigefyllda advokaten Donald Karpell.

## Bandmedlemmar
Deuce har, trots att han är soloartist, ett sjumannaband för att hjälpa till att turnera, och några medlemmar hjälper till att producera och promota musik.
- b.LaY - sång; bakgrundssångare/rappare; medverkade i musikvideorna till "Let's Get It Crackin", "America" och "Help Me".
- Truth - vocals; medverkar som "featuring artist".
- Jimmy Yuma - medproducent, gitarr under liveframträdanden; medverkade i musikvideorna till "Let's Get It Crackin", "America" och "Help Me".
- Jim Lowery - elbas under liveframträdanden
- Arina Chloe - keyboard, bakgrundssång; medverkade i musikvideorna till "Let's Get It Crackin" och "America".
- Tye - trummor & slagverk under liveframträdanden; spelar trummor på When We Ride (remixad och mastrad version av Hollywood Undeads "Dead in Ditches"); medverkade i musikvideorna till "Let's Get It Crackin" och "America".
- Chase - slagverk; spelade slagverksinstrument på Epicenter

## Diskografi

### Med Hollywood Undead(2005–2010)
- 2008: Swan Songs
- 2009: Desperate Measures

### Solo(2005, 2008–)
Studioalbum
| År   | Album      | Skivbolag        | Listplaceringar | Listplaceringar | Listplaceringar        | Listplaceringar        | Listplaceringar      |
| År   | Album      | Skivbolag        | Billboard 200   | Top Rock Albums | Top Alternative Albums | Top Independent Albums | Top Hard Rock Albums |
| ---- | ---------- | ---------------- | --------------- | --------------- | ---------------------- | ---------------------- | -------------------- |
| 2012 | Nine Lives | Five Seven Music | 37              | 13              | 9                      | 7                      | 2                    |

Singlar
| År   | Låt                                                  | Rock Songs | Hot Mainstream Rock Tracks | Album      |
| ---- | ---------------------------------------------------- | ---------- | -------------------------- | ---------- |
| 2011 | "Let's Get It Crackin'" (featuring Jeffree Star)     | —          | —                          | Nine Lives |
| 2012 | "America"                                            | 48         | 22                         | Nine Lives |
| 2012 | "Help Me"                                            | —          | —                          | Nine Lives |
| 2012 | "Nobody Likes Me" (featuring Truth och Ronnie Radke) | —          | —                          | Nine Lives |

EP
- 2008: The Two Thousand Eight EP

Mixtapes
- 2011: The Call Me Big Deuce EP